# Trouvay & Cauvin
Pour les articles homonymes, voir Cauvin.
Trouvay et Cauvin TC est un groupe de sociétés spécialisé dans la vente de tubes, robinetterie et équipements pour le pétrole, le gaz, l'eau et le bâtiment.

## Histoire
Fondée en 1881 par César Cauvin et Georges Trouvay sous la forme d'une quincaillerie. En 1945, elle emploie 150 employés et près de 2000 en 1992, après la création de 8 succursales en France et des filiales à l'étranger.
Cette croissance importante se fait sous la direction des 3e et 4e générations familiales, entre 1945 et 1994.
Trouvay et Cauvin TC subit la terrible crise de l'investissement du secteur de l'énergie en France et dans le monde[Quand ?].
En 1998, elle s'associe avec Vallourec.
En 2002, le tribunal de commerce décide de prononcer la liquidation de la société mère,.
À partie de 2003, un groupe de salariés continue l'activité de la filiale moyen-orientale, ; cette dernière revient sur le marché mondial au début des années 2010,.
En 2016, Trouvay et Cauvin s'installe à nouveau au Havre.

## Evolution de la structure du groupe
La situation est complexe :
- Trouvay et Cauvin TC, créée le 9 octobre 1957, placée en redressement judiciaire le 12 juillet 2002 . Elle fait l'objet d'un plan de cession le 29 octobre 2002, placée en liquidation judiciaire le 20 décembre 2002 et toujours[Quand ?] en cours de liquidation[9].

- Trouvay Cauvin Gulf, radiée le 2 novembre 2011[10].

- Trouvay & Cauvin Ea, créée le 30 octobre 2011 et radiée le 15 janvier 2018[11].

- Trouvay & Cauvin, Sasu Société par actions simplifiée à associé unique créée le 5 juillet 2016.

À noter que la marque "TC Trouvay & Cauvin" appartient en France à la société Trouvay & Cauvin Gulf Bsc domicliéé à Dubai , et en Europe à la société islandaise Eiram.